# Râul Valea Spinului
Râul Valea Spinului este un curs de apă, afluent al râului Pănade. 